# Université de Jiujiang
L'université de Jiujiang (chinois : 九江学院 ; pinyin : Jiǔjiāng xuéyuàn, anglais : Jiujiang University) est une université chinoise située à Jiujiang. Elle accueille environ 30 000 étudiants. 